# أنتون أكرمان

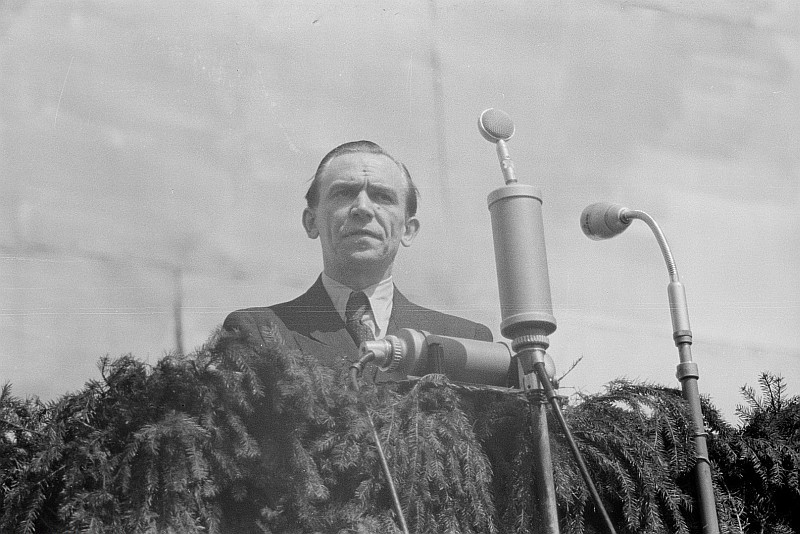

أنطون أكرمان Anton Ackermann (1905 – 1973) سياسي ألماني في ألمانيا الشرقية. شغل لفترة وجيزة منصب وزير الشئون الخارجية في عام 1953.
انضم إلى الحزب الشيوعي عام 1926، وبعد وصول النازيون إلى الحكم حل الحزب الشيوعي عام 1933. رحل إلى براغ ثم موسكو. وبعد الحرب عاد إلى ألمانيا وانضم إلى الحزب الشيوعي الألماني الشرقي وحزب الوحدة الألماني. انتخب في اللجنة المركزية للحزب وأصبح عضوا في المكتب السياسي عام 1949.
انتحر عام 1973.

## روابط خارجية
- أنتون أكرمان على موقع مونزينجر (الألمانية)